# Goleo VI
Goleo VI, também conhecido como Goleo, é o mascote oficial da Copa do Mundo 2006 na Alemanha. Goleo é um leão, e nunca é visto longe de seu companheiro, Pille, uma bola falante. Goleo veste uma camisa branca com o número 06 desenhado na frente. A fantasia de Goleo foi fabricada por The Jim Henson Company, a um preço de cerca de 250 mil euros.

## História
Goleo foi revelado como mascote da Copa em 13 de Novembro de 2004 durante o programa de TV alemão Wetten, dass..?, apresentado por Pelé e Franz Beckenbauer. Também apareceu no videoclipe Love Generation de Bob Sinclar em 2005.
A escolha de um leão foi muito criticada por não ser um animal da Alemanha, e mais propriamente o emblema dos rivais históricosInglaterra e Países Baixos. O renomado designer Erik Spiekermann sugeriu que o mascote deveria ser uma águia (que aparece no brasão de armas alemão) ou mesmo um esquilo como o símbolo da nação do investimento em sua opinião.
Os críticos também levantaram o fato de Goleo não usar calças.
O nome do personagem pode ser interpretado como Goleo! ("goleó") em castelhano, significando "Goleou!" (do verbo golear), e também pode significar "Go Leo!" em inglês.